# (40227) Tahiti
Pour les articles homonymes, voir Tahiti (homonymie).
(40227) Tahiti est un astéroïde de la ceinture principale.

## Description
(40227) Tahiti est un astéroïde de la ceinture principale. Il fut découvert par Eric Walter Elst le 10 septembre 1998 à l'observatoire de La Silla. Il présente une orbite caractérisée par un demi-grand axe de 3,949 UA, une excentricité de 0,243 et une inclinaison de 10,329° par rapport à l'écliptique.
Il fut nommé en l'honneur de Tahiti, la plus grande des îles de Polynésie française, découverte par Samuel Wallis en 1767. L'astronome Charles Green se joint à l'expédition du Capitaine James Cook et y observa avec succès le transit de la planète Vénus en 1769.

## Compléments